# Nicole Livingstone
Nicole Dawn Livingstone (Melbourne, 24 giugno 1971) è un'ex nuotatrice australiana.
Specializzata nel dorso, ha vinto tre medaglie ai Giochi olimpici di Barcellona 1992 e di Atlanta 1996.
È conosciuta anche come Nicole Stevenson, cognome preso dal marito.

## Palmarès
- Giochi olimpici

Barcellona 1992: bronzo nei 200m dorso
Atlanta 1996: argento nella 4x100m misti e bronzo nella 4x200m sl.
- Mondiali

Perth 1991: argento nella 4x100m misti.
- Mondiali in vasca corta

Rio de Janeiro 1995: bronzo nella 4x200m sl.
- Giochi PanPacifici

Brisbane 1987: oro nei 100m dorso e nei 200m dorso.
Tokyo 1989: argento nei 100m dorso e nella 4x100m misti e bronzo nei 200m dorso.
Edmonton 1991: argento nei 100m dorso, nei 200m dorso e nella 4x100m misti, bronzo nella 4x100m sl e nella 4x200m sl.
Kobe 1993: argento nella 4x100m misti.
Atlanta 1995: oro nei 200m dorso e nella 4x100m misti e argento nei 100m dorso.
- Giochi del Commonwealth

Auckland 1990: oro nei 100m dorso e argento nei 200m dorso.
Victoria 1994: oro nei 100m dorso e nei 200m dorso e argento nei 200m sl.